# Туя-Муюн
Масив Туя-Муюн - гірський масив на кордоні Ферганської долини в Середній Азії. Являє собою широковитягнутий блок нижньокарбонових вапняків шириною до 600 м.

## Опис
Поверхня масиву є слабко нахилене північ плато із середньої абсолютної висотою 1400 метрів.
Відкритий карст масиву розвинений на площі 250×600 м. Він представлений розширеними тріщинами розчиненням і невеликими нішами. Великі підземні форми представлені п'ятьма печерами, а також рядом невеликих фрагментів порожнин, частково або повністю засипаними внаслідок гірничо-геологічних робіт Туя-Муюнського радіового рудника.
З ІІ століття до н. е. китайці тут добували мідь. Вперше виявлено такі мінерали: туямуніт, тураніт, алаїт. Також є карнотит, тангеніт.По масиву проходить ущелина Данги.
У масиві Туя-Муюн є кілька печер:
- Печера Ферсмана - входи закладені чи завалені.
- Велика баритова печера
- Аджіадар-Ункур (печера Дракона)
- Чон-Чункур
- Печера Сюрприз